# Lukavica Rijeka (Doboj Istok)
Pour les articles homonymes, voir Lukavica Rijeka.
Lukavica Rijeka (en cyrillique : Лукавица Ријека) est un village de Bosnie-Herzégovine. Il est situé dans la municipalité de Doboj Istok, dans le canton de Tuzla et dans la fédération de Bosnie-et-Herzégovine. Selon les premiers résultats du recensement bosnien de 2013, il compte 1 088 habitants.
Jusqu'en 1998, le village était entièrement rattaché à la municipalité de Doboj ; en 1998, une partie de son territoire a été rattachée à la municipalité de Doboj Istok nouvellement créée et intégrée à la fédération de Bosnie-et-Herzégovine.

## Démographie

### Évolution historique de la population
| 1948 | 1953 | 1961 | 1971 | 1981 | 1991 | 2013  |
| ---- | ---- | ---- | ---- | ---- | ---- | ----- |
| -    | -    | -    | 695  | 894  | 983  | 1 088 |

|  |